# کارابین (ابزار)

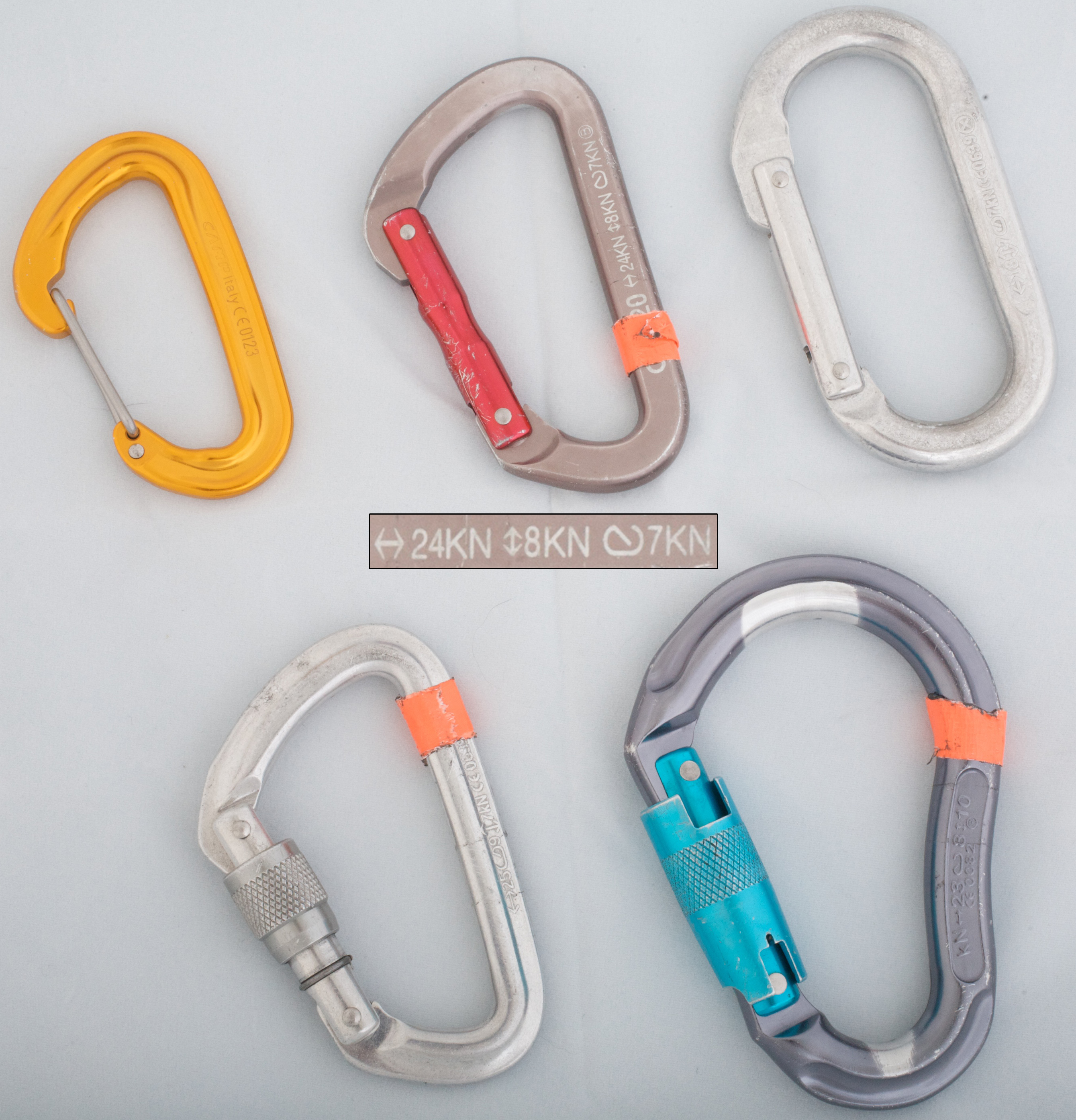
در جهت عقربه‌های ساعت از بالا سمت چپ: کارابین D شکل دهانه سیمی، کارابین D شکل ساده، کارابین بیضی (اُوال) ساده، کارابین پیچ خودکار گلابی شکل (HMS)، کارابین پیچ D شکل. وسط تصویر یک درجه‌بندی استاندارد کارابین است.

قلاب یا در کلام عامه کارابین (به انگلیسی: carabiner or karabiner) (در فارسی، بخصوص نزد زرگران و ساعت سازان و سراجان و برخی دیگر صنعتگران، مُدبَر). نوع خاصی از شَکِل (shackle-نوعی غل و زنجیر) است. یک حلقه فلزی با یک دهانه فنر دار برای اتصال سریع و برگشت‌پذیر دهانه، مورد استفاده قرار می‌گیرد. این ابزار به ویژه در سیستم‌های حساس به ایمنی در کار ارتفاع بسیار کاربرد دارد. کارابین کلمه فرم کوتاه شده (Karabinerhaken)، عبارتی آلمانی برای «قلاب فنری» که توسط یک تفنگدار کارابین، یا کارابینر (سرباز سواره نظام مسلح به سلاح کارابین) استفاده می‌شد تا کارابین خود را به کمربند یا بدن خود بچسباند.
کارابین در دو شکل عمومی D و گلابی و به صورت‌های ساده و پیچ‌دار ساخته می‌شود که هر کدام دارای کاربرد خاصی است. مقاومت کارابین (میزان وزنی که می‌تواند تحمل کند) بر روی بدنی آن نوشته شده‌است.

## استفاده
کارابین در بسیاری از فعالیت‌ها که در آن نیاز به کاربرد طناب هست بکار می‌رود. در کوهنوردی، سنگنوردی، غارنوردی، قایق‌رانی بادبانی، دره نوردی، درختکاری، امداد و نجات، بالن سواری، دسترسی با طناب، نجات در آب‌های خروشان، حرکات آکروباتیک، نماشویی، کارهای ساختمانی و برخی از عملیات نظامی و صنعتی از کارابین استفاده می‌شود.
کارابین‌ها عمدتاً از آلیاژ فولاد و آلومینیوم ساخته می‌شوند. کارابین‌های ورزشی که در ورزش استفاده می‌شوند دارای وزن کمتری نسبت به موارد استفاده شده در برنامه‌های تجاری و نجات هستند. این کارابین‌ها معمولاً از آلیاژهای سبک آلومینیوم ساخته می‌شود.

استفاده از کارابین

برخی از کارابین‌ها جنبه تزئینی دارند این کارابین‌ها غالباً به عنوان کارابین تزئینی یا مینی باینر (mini-biners) شناخته شده و از طرحی همانند کارابین‌های ورزشی بهره می‌برند که برای حمل کلید (جاسوئچی) و سایر وسایل سبک (مانند: بطری آب) از آن‌ها استفاده می‌شود از این رو به دلیل عدم وجود استاندارد آزمایش بار و استانداردهای ایمنی در ساخت، بر روی بسیاری از آنها مهر "غیرقابل استفاده برای صعود (Not For Climbing) " یا هشدار مشابه وجود دارد. در حالی که از دیدگاه ریشه‌شناسی هر حلقهٔ اتصال فلز با یک دهانه برگشت‌پذیر از نظر فنی یک کارابین است، اما در بین جامعه کوهنوردی فقط به آن دسته از وسایل تولید شده و آزمایش شده برای تحمل بار در سیستم‌های حیاتی ایمنی برای سنگ نوردی و کوهنوردی، که دارای قدرت تحمل بیش از ۲۰ کیلو نیوتن هستند کارابین می‌گویند.
کارابین‌های مورد استفاده بر روی بالن‌های هوای گرم برای اتصال پاکت به سبد دارای قدرت تحمل ۲٫۵ تن، ۳ تن یا ۴ تن نیرو را دارا می‌باشند.
کارابین پیچ‌های خودکار (دهانه با قفل خودکار) مخصوص غواصی است که کابل ناف (کابل یا شلنگی دو زنگ است که منابع مورد نیاز مانند هوا و فشار غواص را تأمین می‌کنند این کابل در لباس فضانوردی نیز استفاده می‌شود) را به بدن غواص متصل می‌کند. این کارابین‌ها معمولاً برای بار ایمن ۵ کیلو نیوتن یا بیشتر (معادل وزنی بیش از حدود ۵۰۰ کیلوگرم) تحمل دارند.

## انواع
کارابین‌ها به دو دسته تقسیم می‌شوند: کارابین ساده (دهانه بدون قفل)، کارابین پیچ (دهانه داری قفل ساده یا خودکار)

#### شکل
کارابین در چهار شکل مشخص وجود دارد:

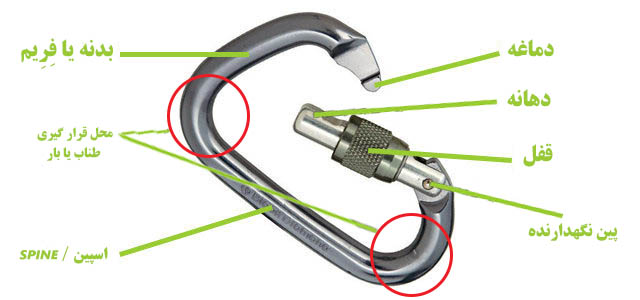
اجزای کارابین پیچ D شکل

- کارابین بیضی یا اُوال: پرکاربردترین و ابتدایی‌ترین کارابین، که بیضی متقارنی با خمیدگی ملایم است. بزرگترین نقطه ضعف این نوع کارابین این است که بار بر روی محور قوی اسپین (تیرک رو به روی دهانه) و ضعیف دهانه به یک اندازه وارد می‌شود.
- کارابین D شکل: شکل نامتقارن موجب انتقال قسمتی اعظمی از بار بر محکم‌ترین محور کارابین بر روی اسپین می‌شود.
- کارابین D شکل اُفست: شکلی متفاوت و نامتقارن تر از کارابین D شکل، که امکان باز شدن دهانه وسیع تر را می‌دهد.
- کارابین HMS/گلابی شکل: این کارابین در قسمت بدنه پهن‌تر و گردتر از کارابین D شکل اُفست بوده و معمولاً بزرگتر است. این کارابین معمولاً برای حمایت از فرد صعود کننده با گرهٔ حمایت یا برای اتصال ابزار حمایت‌های مختلف به هارنس سنگنوردی استفاده می‌شود. همچنین می‌توان از کارابین‌های HMS بسیار بزرگ برای فرود با کمک گرهٔ حمایت (همسان سازی دو گره حمایت بر روی دو رشتهٔ طناب استاندارد) استفاده کرد. این نوع کارابین‌ها معمولاً سنگین‌ترین نوع به حساب می‌آیند.

## نگارخانه

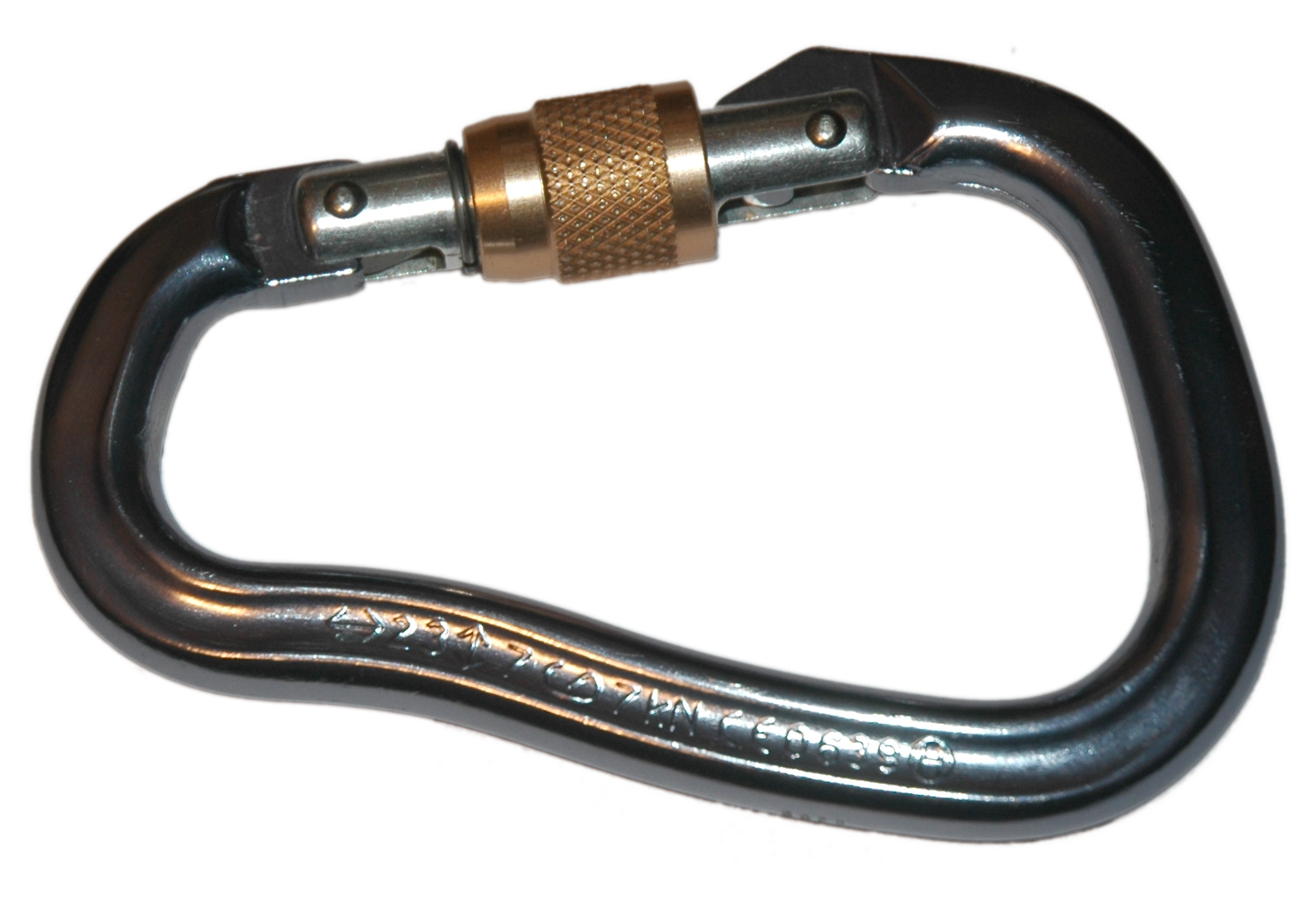
کارابین قفلی

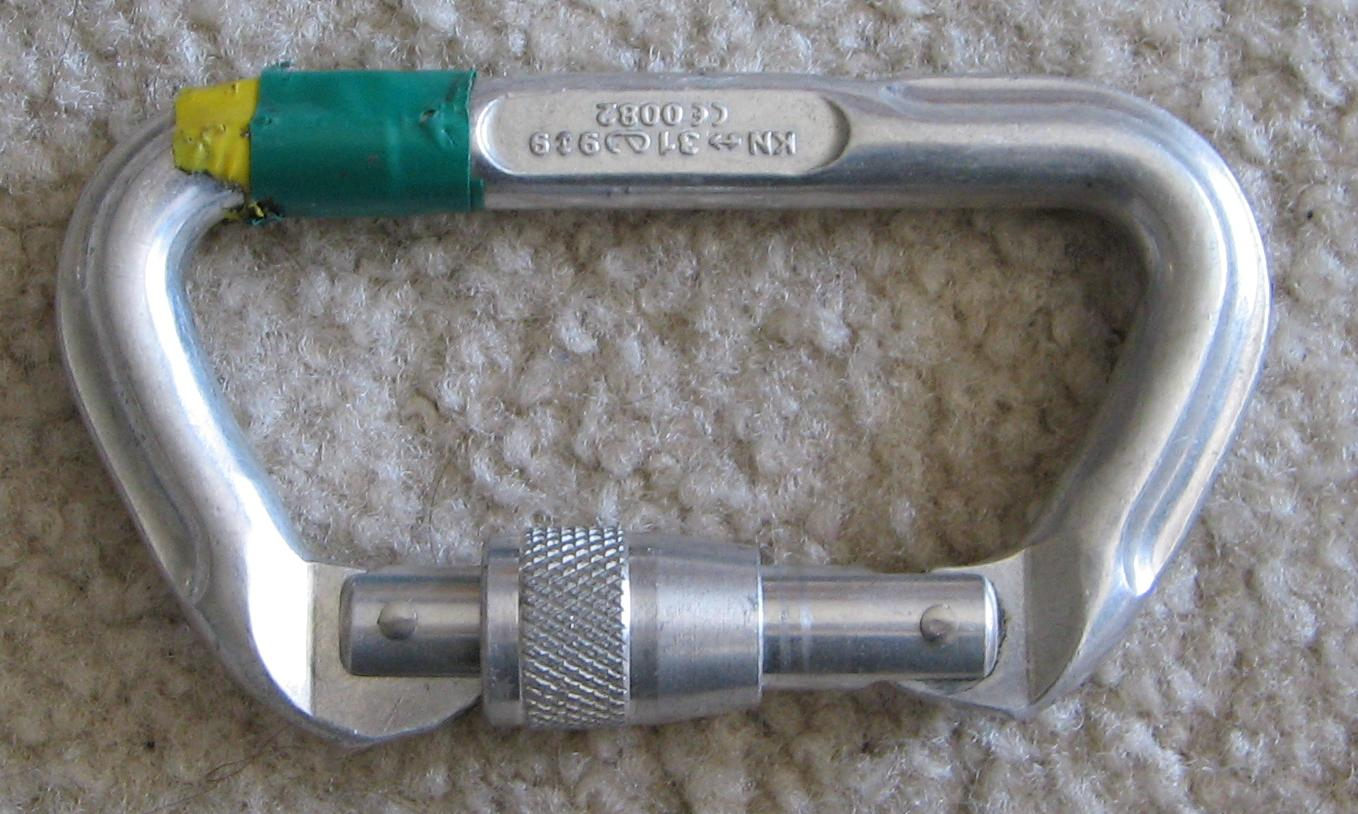
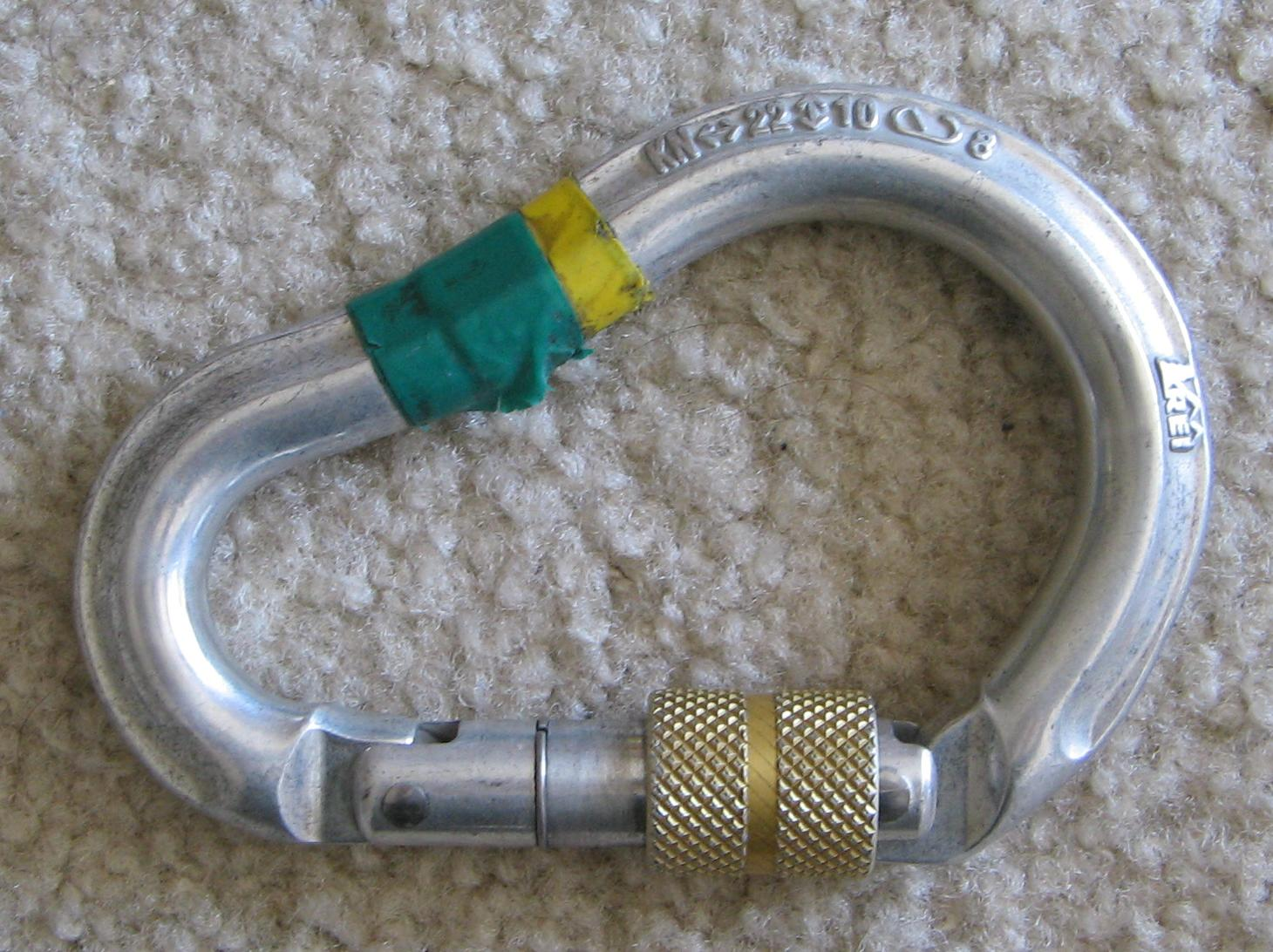
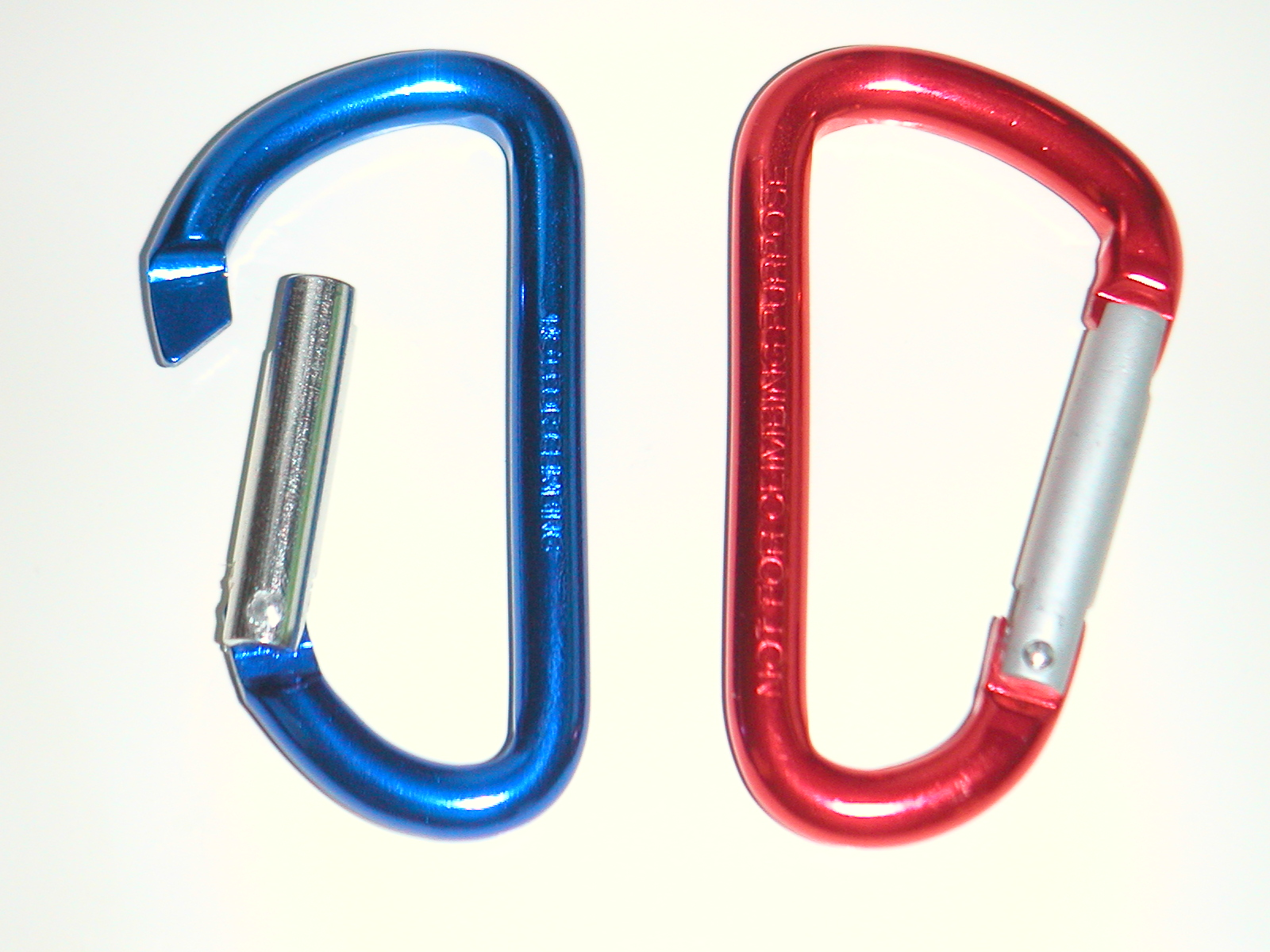
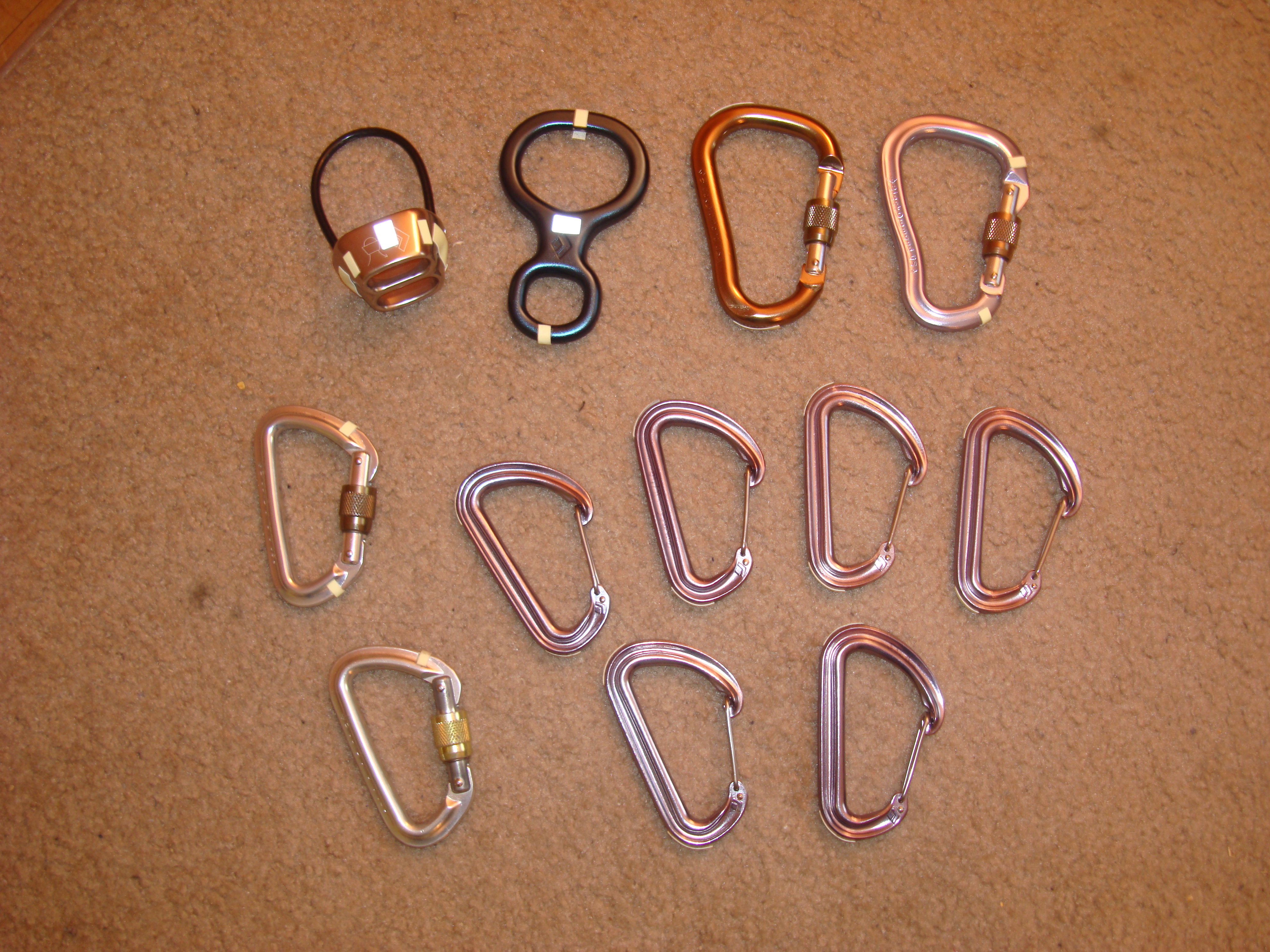

## اجزای کارابین
- بدنه اصلی
- ضامن
- فنر
- پین
- مهره و پیچ در کارابین‌های پیچ دار